# おせつときょうた
おせつときょうたは、漫才協会および落語芸術協会に所属しているお笑いコンビ、漫才師。

## メンバー
- おせつ（1984年12月13日 -  ）
  - 本名：杉野 智規（名前の読みは不明）。大阪府大阪市出身。大阪府立山田高等学校、近畿大学法学部卒。
  - 立ち位置は向かって左。ネタ作り担当
  - 実弟の貴秀は上方噺家、元上方落語協会会員の桂華紋。
  - 大学時代は落語講談研究会に所属。同会の先輩に講談師の旭堂南龍（入れ替わりで卒業）、上方噺家の笑福亭喬介（在校時の上級生）がいる。
  - 上京後しばらくの間、小松政夫に師事。
  - 特技はラテアート[1]。
  - 大学時代の高座名は「扇 旋二麗」（おうぎ せつれい）[2]。「おせつ」という芸名はそこから来ている。
  - 2022年1月、第5回 岩井コスモ証券 presents 上方落語台本大賞にて、応募作品「さぷりめんと」が佳作に選ばれる。

- きょうた（1986年9月17日 -  ）
  - 本名：中山 杏太（なかやま きょうた）。大阪府枚方市出身[3]。大阪府立寝屋川高等学校、奈良教育大学教育学部卒。
  - 立ち位置は向かって右。
  - 教員免許（社会科）を持っている。
  - 大学時代は野球部所属。3年生の時に休学し、NSCへ。
  - 「おせつときょうた」を結成する前は、幼馴染の同級生であり、現在は漫画家であるムラタコウジ（村田貢司）と19歳であった2005年に漫才コンビ「TMラバーズ」を結成、同年の第5回M-1グランプリに初出場（予選敗退。この時はアマチュア）[3][4][5]。その後、吉本興業に所属しプロとして本格的に活動した[6]が、ムラタが芸人を廃業したためコンビは解消。なお、ムラタとはコンビ解消後も交流はあり[7]、その縁で出演時間は短かったがおせつと二人でムラタコウジ原作のドラマに人気漫才師役で出演を果たした。
  - 趣味は日記、ポエム [1]、パン作り。2006年より毎日欠かさず日記をつけており、本人曰く「歯磨きと同じ」になっている[8]。
  - テレビ埼玉「シブサワ解体深書」では、ナレーションを担当していた。
  - 2022年2月22日、女優の横山葵子と結婚[9]。

## 来歴
2016年3月7日結成。浅草東洋館、大須演芸場などで活動。2019年一般社団法人漫才協会主催の 漫才新人大賞において大賞を受賞、同年、おせつの弟の桂華紋が第6回NHK新人落語大賞を受賞したことで、兄弟揃っての最優秀新人賞受賞者となった。
2020年1月27日、「江戸まち たいとう芸楽祭」の一環で開催された「ビートたけし杯『お笑い日本一』」では観客投票数1位を獲得した（優勝者なし）。同年、新型コロナウイルス感染拡大により出演予定が全てキャンセルになったのを機に、同年4月7日よりZoomとYouTubeを利用したテレワーク漫才を開始。毎日昼の12時半より30分番組を配信。コメント欄で視聴者から漫才のお題を募集、採用したお題で作った漫才を披露する。同年6月25日付で落語芸術協会に入会した。

## 出演

### テレビ
バラエティ番組
- マチコミ（テレビ埼玉、2017年6月）
- Live News it!（フジテレビ、2019年5月）
- 小田原競輪いってみよう!（テレビ神奈川、2019年8月）
- 笑わせnight（寄席チャンネル、レギュラー出演[いつから?]）
- 笑点特大号（BS日テレ、2020年5月21日）
- ワンピースバラエティ 海賊王におれはなるTV（フジテレビ、2020年11月20日） - ワンピースネタ1グランプリ優勝
- ワンピースバラエティ 海賊王におれはなるTV（フジテレビ、2021年2月27日）
- シブサワ解体深書（テレビ埼玉、ナレーション出演、2021年1月14日〜2022年3月24日）- そろばんのすけ（きょうた）
- お笑い演芸館+（BS朝日、2021年3月18日）
- 笑点（日本テレビ系列、2021年8月29日）
- 笑点特大号（BS日テレ、2021年9月22日）
- にちようチャップリン（テレビ東京系列、2021年11月13日）
- オンエア決めろ！ー笑武ー（BSJapanext、2022年8月9日）
- 笑点（日本テレビ系列、2022年9月4日ほか）
- 新春生放送！東西笑いの殿堂（旧初笑い東西寄席、NHK、2023年1月3日）

ドラマ
- アカイリンゴ - 「おけつと金太」役（朝日放送テレビ、2023年2月13日）

### ラジオ
- 柳原可奈子のワンダフルナイト（ニッポン放送 2017年11月）
- 高田文夫のラジオビバリー昼ズ（ニッポン放送 2019年5月）
- 大竹まこと ゴールデンラジオ!（文化放送　2019年6月）
- ラジオ深夜便 話芸100選（NHKラジオ2020年1月）
- #みちょパラ（ニッポン放送 毎年10月 - 3月にレギュラー出演）
- NEXT名人寄席（NHKラジオ2020年11月）
- ナイツ ザ・ラジオショー（ニッポン放送 2021年10月7日）ゲスト出演

## 受賞歴
- 2019年 漫才新人大賞大賞受賞[14]
- みちょぱ1グランプリ（2020.2021.2022年3年連続）